# Manuel Sáez

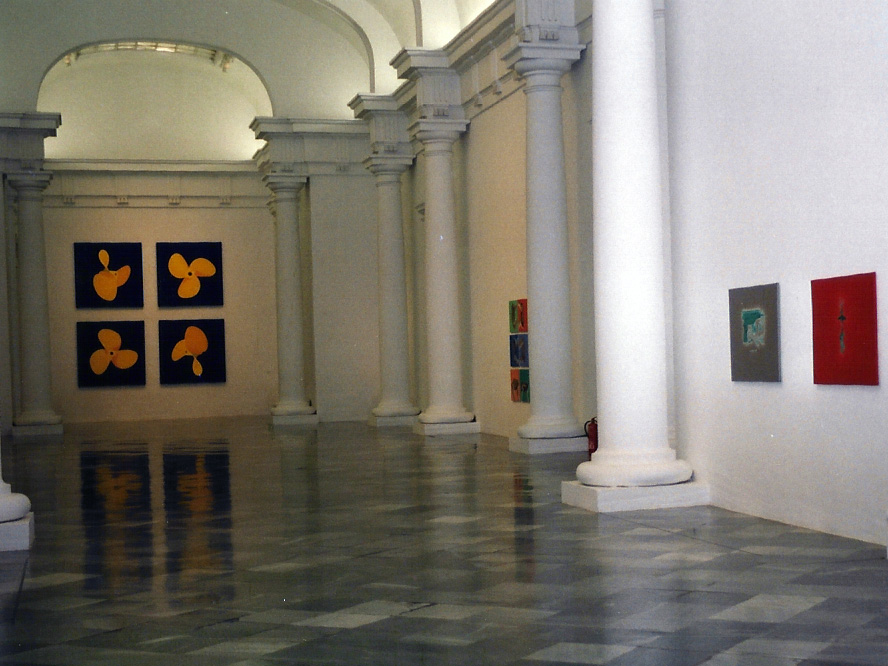
Exposición Manuel sáez IVAM

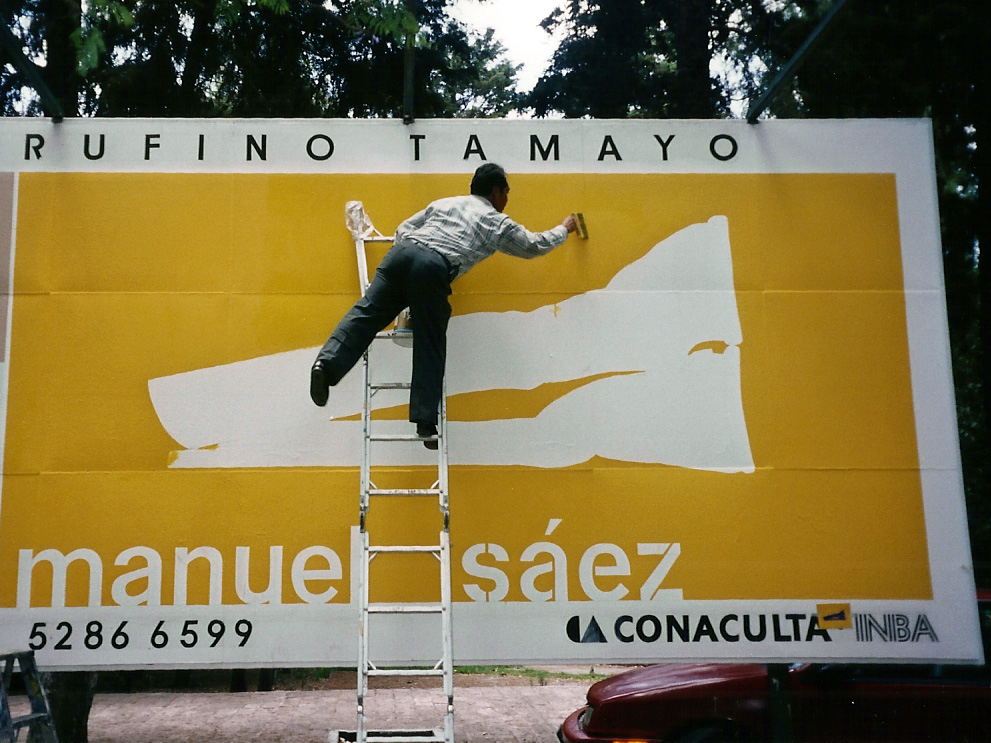
Cartel de Manuel Sáez Museo Rufino Tamayo de México

Manuel Sáez (Castellón, 6 de marzo de 1961) es un artista plástico español de formación autodidacta, perteneciente a la generación que emergió en los años 1980. Desde 1984, vive y trabaja en Valencia.

## Biografía
Considerado uno de los pintores más significativos del cambio de siglo, según la Enciclopedia Universal Ilustrada Europeo-Americana Sáez realiza una aproximación sensual y psicológica al mundo del objeto, paisaje, figura y retrato.
En la década de 1980 trabaja en Barcelona, Valencia y Madrid. Durante esta época el artista investiga la imagen lúdica en la pintura y su historia a través de un lenguaje depurado formado por elementos del cómic, los medios de comunicación y la Historia del Arte.
A este periodo le corresponden las series de Calvos, Bodegones, Árboles, Aviones y Arquitecturas. En 1990 reside como becario en la Academia de España en Roma, desarrollando una serie de retratos llamada Biografía no autorizada. Durante 1992 realiza la serie Dioptrias y en 1993 la serie Aquiles. En 1995 se traslada a la República Dominicana para realizar dibujos y acuarelas de objetos procedentes del paisaje tropical, que presentará un año después en la Universitat de Valencia Desde el 2004 su trabajo se centra en un estudio cada vez más depurado del dibujo y en la serie de retratos empezada en 1990.
Manuel Sáez ha expuesto en diferentes Museos e Instituciones. En 1991 en la Fundació La Caixa en Valencia. En 1996 presenta su primera retrospectiva, Colección Exclusiva 1984-1995, en el Club Diario Levante de Valencia, en el Círculo de Bellas Artes de Madrid, en la Sala Verónicas de Murcia, la diputación de Castellón y el Brocense de Cáceres. En 2000 expone en el Museo Rufino Tamayo en la Ciudad de México, y en el Instituto Valenciano de Arte Moderno (IVAM) de Valencia. En 2008 en la Sala Parpalló de Valencia.
Ha participado en importantes colectivas. 1988-89, Modos de ver Círculo de Bellas Artes de Madrid, Pabellón Mudéjar, Sevilla; Centro de Arte Santa Mónica, Barcelona  e IVAM-Centro del Carmen,  Valencia. 1994, Galería de retratos en el Círculo de Bellas Artes de Madrid. 1996,Corona roja sobre el volcán Centro Atlántico de Arte Moderno (CAAM) en Las Palmas de Gran Canaria, 1994-95,Confrontaciones. Los entornos de la imagen en el Museo Nacional de Antropología de Madrid. 2000-01,Garaje Fundación Carlos de Amberes de Madrid. en el Centro Galego de Arte Contemporánea. 2002, Plural. El Arte español ante el siglo XXI  El Senado de España, Madrid. 2003, 50 años de arte valenciano las Atarazanas, Valencia  2003-4  Dispersions Bass Museum of Art en Miami. 2007, El Pop Art en a Colección del IVAM, Valencia 2007
Ha llevado a cabo diversas intervenciones entre las que destaca el gran mosaico cerámico de 1.884 metros cuadrados para el ágora de la Universidad Jaime I de Castellón. Ha obtenido numerosos premios y becas, entre los que destacan el salón de Otoño de Sagunto, 1983. La beca de creación Artística Banesto, 1989. La beca de la Academia Española de Bellas Artes de Roma en 1990., o el Premio Icaro, Grupo 16, Madrid, 1990.

## Obra y Proyectos
Sáez ha desarrollado una estética personal caracterizada por un dibujo depurado, con el que desarrolla una constante investigación en torno al color, la figura, la naturaleza y el mundo objetual. Su obra se caracteriza por una poética que expresa lo cotidiano y lo íntimo. No han dudado en escribir sobre él críticos y artistas como Quico Rivas, Victoria Combalia, Katia Carcia-Antón, William Jeffett, Guillermo Pérez Villalta, Kenny Scharf, Juan Manuel Bonet, Nicolás Sánchez Durá, Salvador Albiñana, Teresa Blanch, Aurora Gracía, Nuria Enguita, y Omar Calabrese.

### Serie de retratos e Ilustraciones

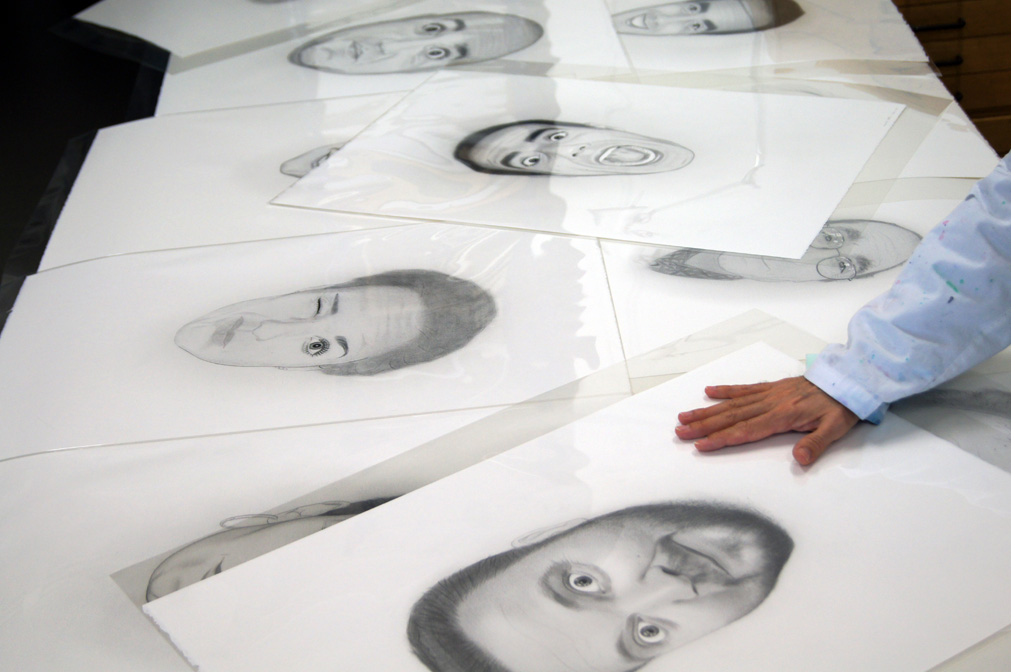
Retratos de Manuel Sáez

En 1990, en la Academia de Bellas Artes de España en Roma, inicia la serie Retratos. Serie en la que aún continua. En ella aparecen personajes de diversas disciplinas como Francisco Brines, Vicente Gallego, Carlos Marzal, Albert Oehlen, Antoni Miralda, Andreu Alfaro, Jordi Teixidor, Carmen Alborch, Carmen Calvo Sáenz de Tejada, Carlos Pazos, José María Sicilia, Juanjo Estellés, Fabrizio Zilibotti, Ana de Miguel o Rosa Ulpiano. 
Entre sus ilustraciones para libros destacan las realizadas en el poemario Ánima Mía de Carlos Marzal, en el 2009, o un cuento breve de Bernardo Atxaga para la revista Ronda Iberia, en 1994.

### Mosaico del Ágora de la Universidad Jaume I de Castellón

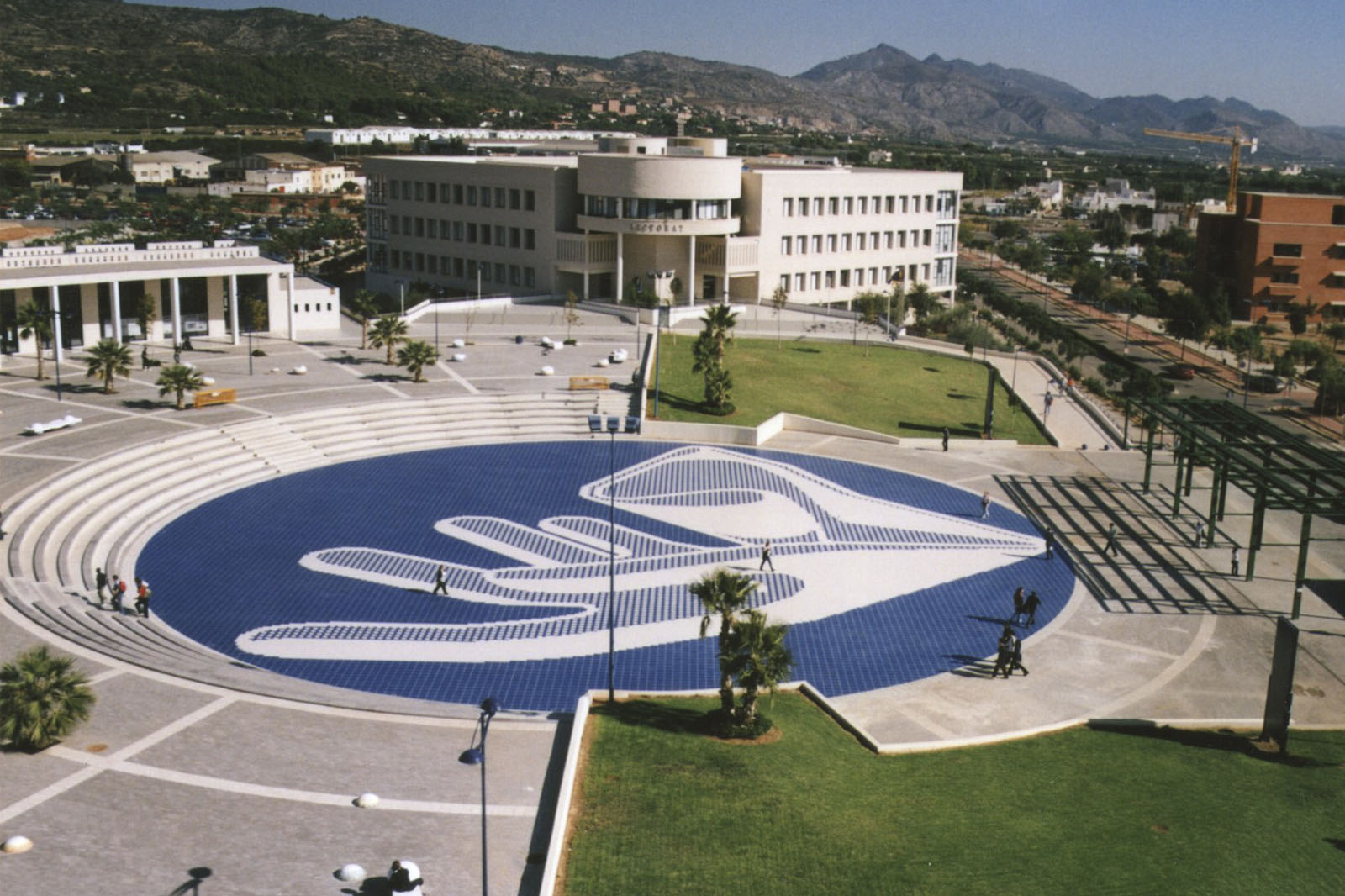
Mosaico del Ágora de la Universitat Jaume I de Castellón.

En 2003 realiza un mosaico de 1848 metros cuadrados compuesto por 13.046 piezas de 33 x 33 centímetros, y 14.884 piezas de 16.25 x 16.25 centímetros en color blanco y azul, de gres porcelánico, para el Agora de la Univestitat Jaume I de Castellón. La imagen representa un guante blanco como símbolo del conocimiento.

## Obra en Museos y colecciones públicas
- Academia Española de Bellas Artes, Roma.
- Fundación Telefónica, Madrid.[19]
- Banco de España, Madrid.
- Fundación Argentaria, Madrid.
- Fundanció “La Caixa”, Barcelona.
- Museo de Bellas Artes de Castellón.
- Ayuntamiento de Castellón.
- Museo de Arte Contemporáneo de Villafamés.
- Bancaja, Valencia.
- Colección Renfe, Valencia.
- Centro Atlántico de Arte Moderno, CAAM, Las Palmas de Gran Canaria.
- Generalitat Valenciana.
- Caja Postal, Madrid.
- Instituto Valenciano de Arte Moderno, IVAM, Valencia.
- Banco Español de Crédito, Madrid.
- Ministerio de Asuntos Exteriores, Madrid.
- Fundación Coca-Cola, Madrid.
- Universitat de València.
- Fundación Prosegur, Madrid.
- Cortes Valencianas, Valencia.
- Colegio de Arquitectos de Castellón.
- Biblioteca Nacional, Madrid.
- Universitat Jaume I, Castellón.
- Museo de Bellas Artes San Pio V, Valencia.
- Diputación de Valencia.